# Radusz (województwo pomorskie)
Radusz (kaszub. Redësz, niem. Reddies) – wieś w Polsce położona w województwie pomorskim, w powiecie bytowskim, w gminie Kołczygłowy.
Wieś na południowych obrzeżach Parku Krajobrazowego Dolina Słupi, stanowi sołectwo gminy Kołczygłowy.
W latach 1975–1998 miejscowość administracyjnie należała do województwa słupskiego.
We wsi dwór z 1836, piętrowy z wgłębnym portykiem, w otoczeniu pozostałości parku.